# Lista över Danmarks justitieministrar
Det är en lista över Danmarks justitieministrar från 1848 och framåt.

## Lista över justitieministrar
| Från              | Till              | Justitieminister                                                                                    |
| ----------------- | ----------------- | --------------------------------------------------------------------------------------------------- |
| 22 mars 1848      | 13 juli 1851      | Carl Emil Bardenfleth                                                                               |
| 13 juli 1851      | 15 januari 1855   | Anton Wilhelm Scheel                                                                                |
| 15 januari 1855   | 2 december 1859   | Carl Frederik Simony                                                                                |
| 2 december 1859   | 8 februari 1860 † | Carl Eduard Rotwitt                                                                                 |
| 24 februari 1860  | 11 juli 1864      | Andreas Lorenz Casse                                                                                |
| 11 juli 1864      | 13 mars 1865      | Eugenius Sophus Ernst Heltzen                                                                       |
| 7 april 1865      | 6 november 1865   | Cosmus Bræstrup                                                                                     |
| 6 november 1865   | 21 juli 1867      | Carl Peter Gram Leuning                                                                             |
| 21 juli 1867      | 17 augusti 1868   | Christian Peder Theodor Rosenørn-Teilmann                                                           |
| 17 augusti 1868   | 28 maj 1870       | Carl Ludvig Vilhelm Rømer von Nutzhorn                                                              |
| 28 maj 1870       | 1 juli 1872       | Andreas Frederik Krieger                                                                            |
| 1 juli 1872       | 11 juni 1875      | Christian Sophus Klein (nationalliberal)                                                            |
| 11 juni 1875      | 13 juni 1896      | Johannes Magnus Valdemar Nellemann                                                                  |
| 13 juni 1896      | 28 augusti 1899   | Nicolai Reimer Rump                                                                                 |
| 28 augusti 1899   | 27 april 1900     | Hugo Egmont Hørring (Højre)                                                                         |
| 27 april 1900     | 24 juli 1901      | August Hermann Ferdinand Carl Goos                                                                  |
| 24 juli 1901      | 24 juli 1908      | Peter Adler Alberti (Venstrereformpartiet)                                                          |
| 24 juli 1908      | 28 oktober 1909   | Svend Høgsbro (Venstrereformpartiet)                                                                |
| 28 oktober 1909   | 5 juli 1910       | Carl Theodor Zahle (Det Radikale Venstre)                                                           |
| 5 juli 1910       | 21 juni 1913      | Frits Bülow (Venstre)                                                                               |
| 21 juni 1913      | 30 mars 1920      | Carl Theodor Zahle (Det Radikale Venstre)                                                           |
| 30 mars 1920      | 2 april 1920      | Carl Julius Otto Liebe (inget parti)                                                                |
| 2 april 1920      | 5 april 1920      | Kristian Sindballe (inget parti)                                                                    |
| 5 april 1920      | 5 maj 1920        | Frits Schrøder (inget parti)                                                                        |
| 5 maj 1920        | 23 april 1924     | Svenning Rytter (Venstre)                                                                           |
| 23 april 1924     | 14 december 1926  | Karl Kristian Steincke (Socialdemokraterna)                                                         |
| 14 december 1926  | 30 april 1929     | Svenning Rytter (Venstre)                                                                           |
| 30 april 1929     | 4 november 1935   | Carl Theodor Zahle (Det Radikale Venstre)                                                           |
| 4 november 1935   | 15 september 1939 | Karl Kristian Steincke (Socialdemokraterna)                                                         |
| 15 september 1939 | 8 juli 1940       | Svend Unmack Larsen (Socialdemokraterna)                                                            |
| 8 juli 1940       | 9 juli 1941       | Harald Petersen (inget parti)                                                                       |
| 9 juli 1941       | 29 augusti 1943*  | Eigil Thune Jacobsen (inget parti)                                                                  |
| 29 augusti 1943*  | 5 maj 1945        | Ingen dansk regering Ministeriet sköttes av en opolitisk departementsråd (dansk: departementschef.) |
| 5 maj 1945        | 7 november 1945   | Niels Busch-Jensen (Socialdemokraterna)                                                             |
| 7 november 1945   | 13 november 1947  | Aage Ludvig Holberg Elmquist (Venstre)                                                              |
| 13 november 1947  | 25 februari 1950  | Niels Busch-Jensen (Socialdemokraterna)                                                             |
| 25 februari 1950  | 4 mars 1950       | Vilhelm Buhl (Socialdemokraterna)                                                                   |
| 4 mars 1950       | 30 oktober 1950   | Karl Kristian Steincke (Socialdemokraterna)                                                         |
| 30 oktober 1950   | 1 oktober 1953    | Helga Pedersen (Venstre)                                                                            |
| 1 oktober 1953    | 26 september 1964 | Hans Erling Hækkerup (Socialdemokraterna)                                                           |
| 26 september 1964 | 2 februari 1968   | Knud Axel Nielsen (Socialdemokraterna)                                                              |
| 2 februari 1968   | 11 oktober 1971   | Knud Thestrup (Det Konservative Folkeparti)                                                         |
| 11 oktober 1971   | 27 september 1973 | Knud Axel Nielsen (Socialdemokraterna)                                                              |
| 27 september 1973 | 19 december 1973  | Karl Hjortnæs (Socialdemokraterna)                                                                  |
| 19 december 1973  | 13 februari 1975  | Nathalie Lind (Venstre)                                                                             |
| 13 februari 1975  | 1 oktober 1977    | Orla Møller (Socialdemokraterna)                                                                    |
| 1 oktober 1977    | 30 augusti 1978   | Erling Jensen (Socialdemokraterna)                                                                  |
| 30 augusti 1978   | 26 oktober 1979   | Nathalie Lind (Venstre)                                                                             |
| 26 oktober 1979   | 20 januari 1981   | Henning Rasmussen (Socialdemokraterna)                                                              |
| 20 januari 1981   | 10 september 1982 | Ole Espersen (Socialdemokraterna)                                                                   |
| 10 september 1982 | 10 januari 1989   | Erik Ninn-Hansen (Det Konservative Folkeparti)                                                      |
| 10 januari 1989   | 3 oktober 1989    | Hans Peter Clausen (Det Konservative Folkeparti)                                                    |
| 3 oktober 1989    | 5 oktober 1989    | Poul Schlüter (Det Konservative Folkeparti)                                                         |
| 5 oktober 1989    | 25 januari 1993   | Hans Engell (Det Konservative Folkeparti)                                                           |
| 25 januari 1993   | 29 mars 1993      | Pia Gjellerup (Socialdemokraterna)                                                                  |
| 29 mars 1993      | 27 september 1994 | Erling Olsen (Socialdemokraterna)                                                                   |
| 27 september 1994 | 30 december 1996  | Bjørn Westh (Socialdemokraterna)                                                                    |
| 30 december 1996  | 27 november 2001  | Frank Jensen (Socialdemokraterna)                                                                   |
| 27 november 2001  | 10 september 2008 | Lene Espersen (Det Konservative Folkeparti)                                                         |
| 10 september 2008 | 23 februari 2010  | Brian Mikkelsen (Det Konservative Folkeparti)                                                       |
| 23 februari 2010  | 3 oktober 2011    | Lars Barfoed (Det Konservative Folkeparti)                                                          |
| 3 oktober 2011    | 12 december 2013  | Morten Bødskov (Socialdemokraterna)                                                                 |
| 12 december 2013  | 10 oktober 2014   | Karen Hækkerup (Socialdemokraterna)                                                                 |
| 10 oktober 2014   | 28 juni 2015      | Mette Frederiksen (Socialdemokraterna)                                                              |
| 28 juni 2015      | 28 november 2016  | Søren Pind (Venstre)                                                                                |
| 28 november 2016  | 27 juni 2019      | Søren Pape Poulsen (Konservative Folkeparti)                                                        |
| 27 juni 2019      | 1 maj 2022        | Nick Hækkerup (Socialdemokraterna)                                                                  |
| 1 maj 2022        |                   | Mattias Tesfaye (Socialdemokraterna)                                                                |

### Fotnoter
- Carl Edvard Rottwitt dog på sin post 8 februari 1860, det dröjde till 24 februari innan en efterträdare utsågs.
- Den danska regeringen avgick 29 augusti 1943, då den vägrade gå med på ytterligare eftergifter till den nazistiska ockupationsmakten. Alla poster övertogs då av permanenta sekreterare.